# Cyclopaedia

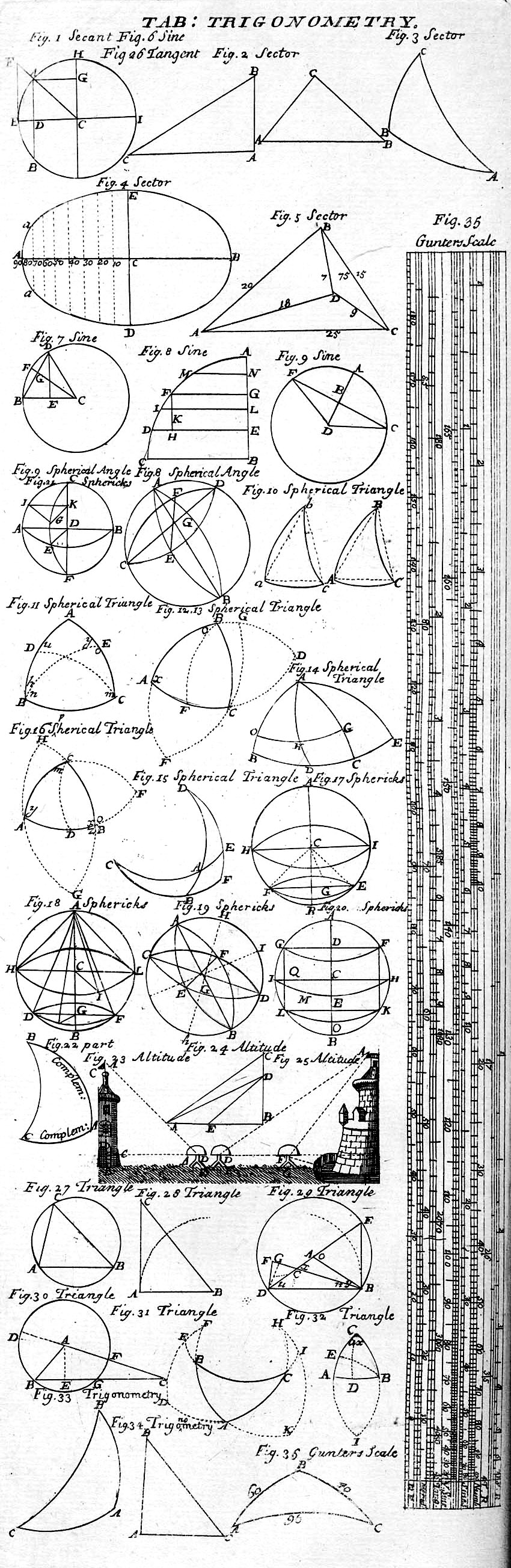
Taula de Trigonometria, 1728 Cyclopaedia

La Cyclopaedia (títol original en anglès: Cyclopædia, or an Universal Dictionary of Arts and Sciences) va ser una enciclopèdia publicada per Ephraim Chambers (c.1680 – 15 de maig de 1740) a principis del segle xviii (el 1728 es publiquen les primeres pàgines). La seva traducció a diverses llengües, entre elles el francès, va inspirar l'Encyclopédie de la Il·lustració. La Cyclopaedia divideix el coneixement en 47 branques, que serveixen com a índex temàtic (les entrades es van afegir a un índex en ordre alfabètic en una edició posterior).
Destaca per l'ús de referències creuades internes que faciliten la lectura de diversos articles connectats. L'obra està inspirada en diverses compilacions anteriors, entre les quals destaca el Lexicon Technicum de John Harris o Le Dictionnaire historique et critique de Pierre Bayle. Va ser posteriorment ampliada en una edició augmentada per Abraham Rees.
La "Cyclopaedia" va ser una de les primeres enciclopèdies generals que es van produir en anglès.
El subtítol de 1728 proporciona un resum dels objectius de l'autor:
 Cyclopaedia, o, un diccionari universal de les arts i les ciències: que conté les definicions dels termes i els comptes de les coses que signifiquen així, a les diverses arts, tant liberals com mecàniques, i les diverses ciències, humanes i divines : les figures, tipus, propietats, produccions, preparacions i usos de les coses naturals i artificials; L'augment, el progrés i l'estat de les coses eclesiàstics, civils, militars i comercials: amb els diversos sistemes, seccions, opinions, etc; entre filòsofs, divins, matemàtics, metges, antics, crítics, etc.: el tot pensat com un curs d'aprenentatge antic i modern.

## Història
Chambers es va esforçar a connectar els articles dispersos relatius a cada tema amb un sistema de referències. En el seu prefaci descriu una anàlisi de les divisions del coneixement, 47 en total, amb llistes classificades dels articles que pertanyen a cada un, previstes per a servir com taules de contingut i també com un directori indicant l'ordre en el qual els articles han de ser llegits.
Una segona edició va aparèixer l'any 1738, en dos volums i 2466 pàgines, retocades i esmenades en gran part. Es van afegir alguns articles i altres es van ampliar, perquè Chambers estava sobre avís d'un projecte de llei al parlament contenint una clàusula per obligar els editors de totes les edicions millorades de llibres a imprimir les seves millores per separat, el que tenia als llibreters alarmats. El projecte de llei, després de passar per la Cambra dels Comuns, va ser inesperadament rebutjat per la cambra dels Lords, però tement que pogués ser restablert, els llibreters van pensar que era millor tornar a la versió anterior, tot i que ja havien estat impreses més de vint fulles.
Altres cinc edicions van ser publicades a Londres, de 1739 a 1751-1752, a més d'una a Dublín de l'any 1742, totes amb dos volums. També es va editar una traducció a l'italià a Venècia (1748-1749) de la 4a edició en 9 volums. Era la primera enciclopèdia completa italiana. Quan Chambers va estar a França l'any 1739, va rebutjar ofertes molt favorables per publicar-hi una edició dedicada a Lluís XV.
El seu treball va ser assenyat, honest i fet amb cura, i va mantenir la seva popularitat per llarg temps. Però tenia molts defectes i omissions, com el mateix Chambers sabia, i quan va morir, el 15 de maig de 1740, havia reunit i preparat material per a escriure set nous volums.
Juan Lewis Scott va ser contractat pels llibreters per seleccionar els articles que servissin per a la premsa i proveir altres, però va abandonar la tasca abans que el treball estigués acabat. El treball es va confiar a continuació al Dr. John Hill (més tard  sir  John Hill). El suplement va ser publicat a Londres el 1753, i constava de 2 volums, 3307 pàgines i 12 gravats. Com Hill era botànic, la part botànica, que havia estat molt defectuosa en la Cyclopaedia, va ser la més millorada.
Abraham Rees (1743-1825), un famós ministre religiós no-conformista gal·lès, va publicar una edició revisada i ampliada en 1778-1788, amb el suplement i les millores modernes incorporats en ordre alfabètic. Es va publicar a Londres, i constava de 2 volums, 5010 pàgines (però no numerades) i 159 gravats. Aquesta versió va ser publicada a 418 números, venuts a 6 penics cadascun. Rees declarava haver agregat més de 4400 nous articles. Al final de l'obra es va incloure un índex d'articles, classificats sota 100 capçaleres, numerant prop de 57 000 entrades i ocupant 80 pàgines. Les capçaleres, amb 39 referències creuades, estaven ordenats alfabèticament.

## Precursors i laEncyclopédie
Entre els precursors de "Cyclopaedia" de Chambers hi havia el Lexicon Technicum, de 1704 (edicions posteriors de 1708 a 1744) escrit per John Harris. Pel seu títol i contingut, era "Un diccionari anglès universal de les arts i les ciències: explicant no només els termes de l'art, sinó les arts mateixes". L'obra de Harris sovint es classifica com a diccionari tècnic, encara que també va prendre material de Newton i Halley, entre d'altres.
La Cyclopaedia al seu torn es va convertir en la inspiració per a l'obra Encyclopédie de Denis Diderot i Jean le Rond d'Alembert, que va tenir el seu origen en una traducció del treball de Chambers iniciada el 1744 per John Mills, assistit per Gottfried Sellius.

## Galeria d'imatges

### Volum 1

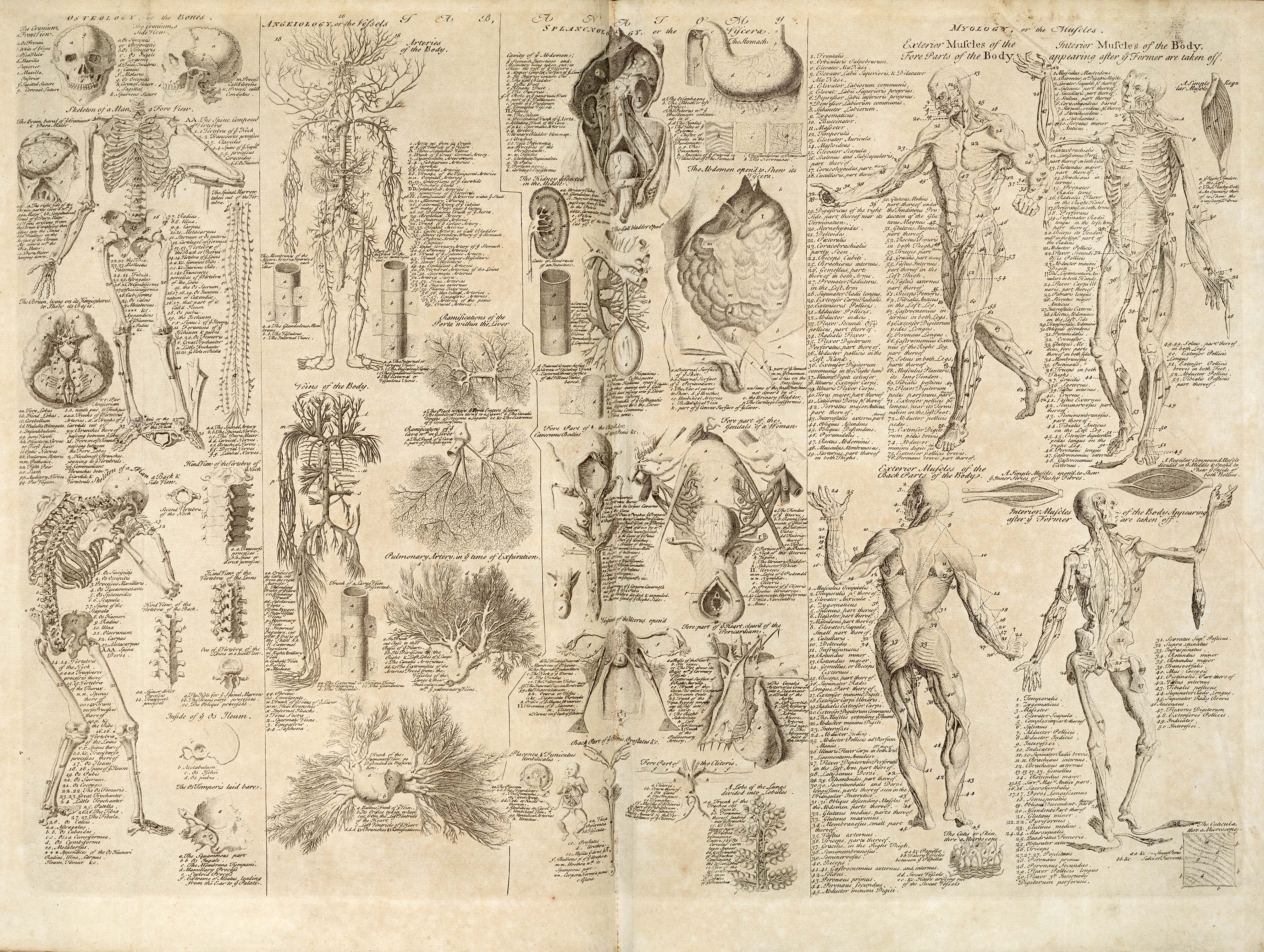
Taula d'anatomia.
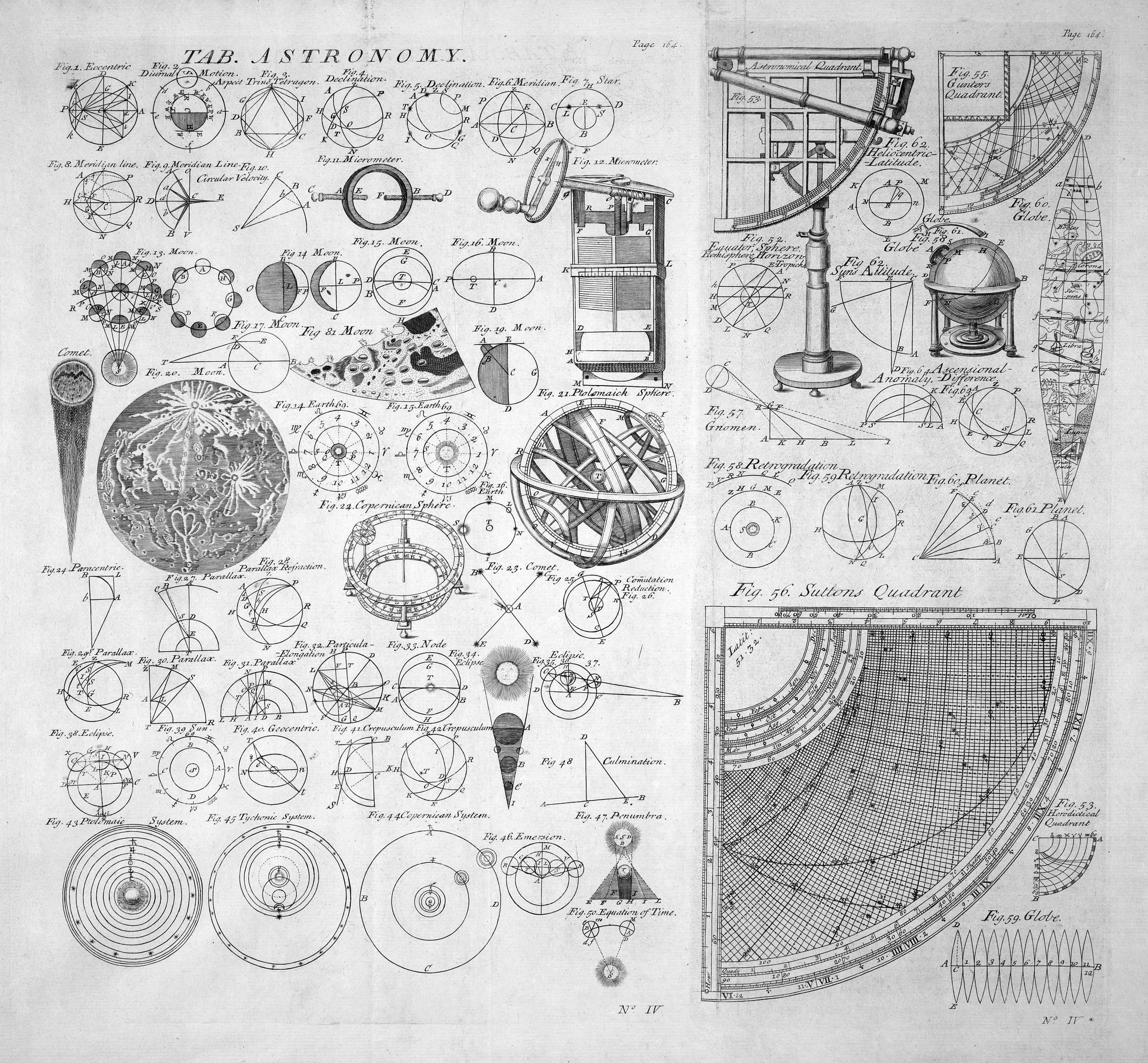
Taula d'astronomia.
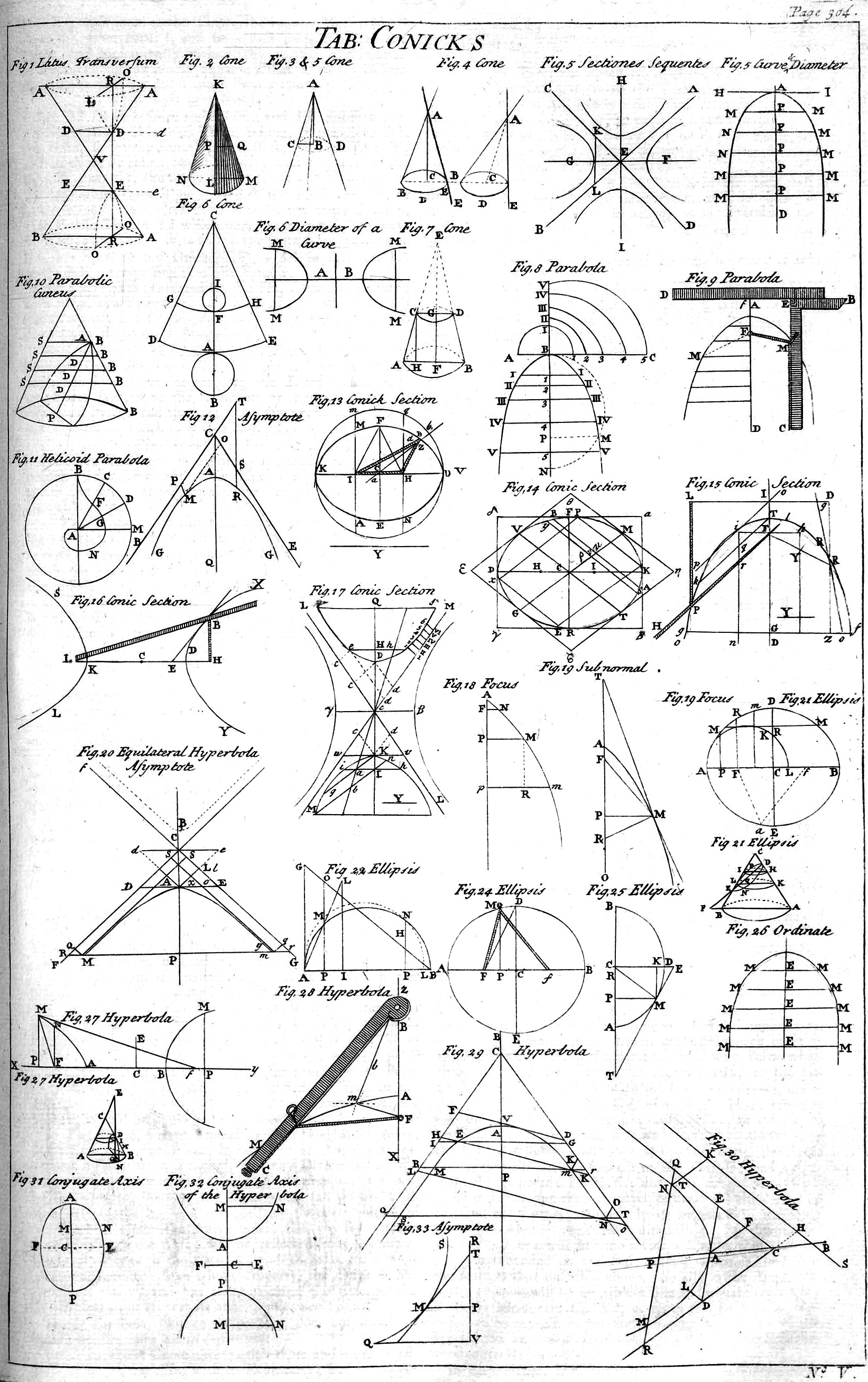
Taula de còniques.
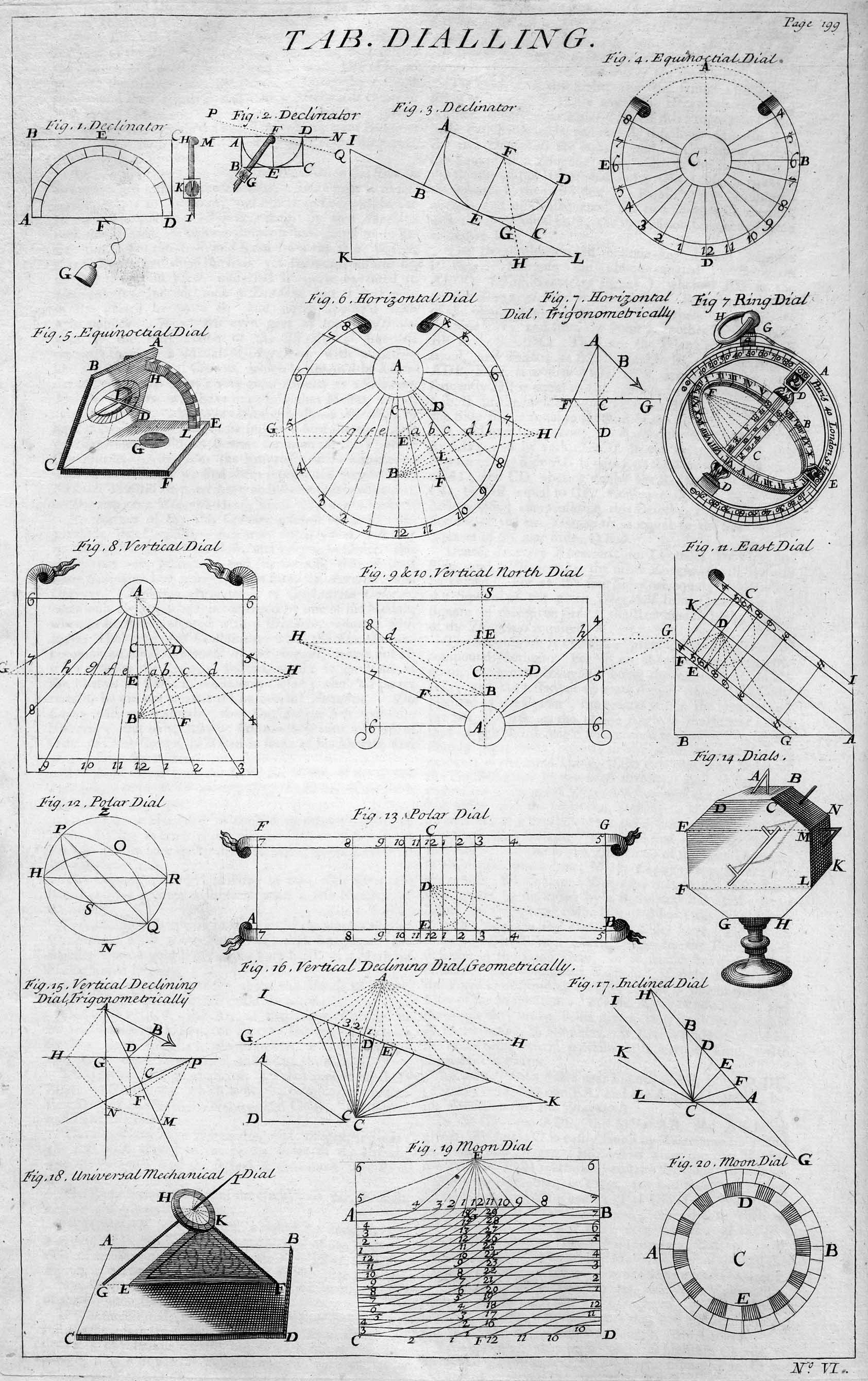
Taula de cronometria.
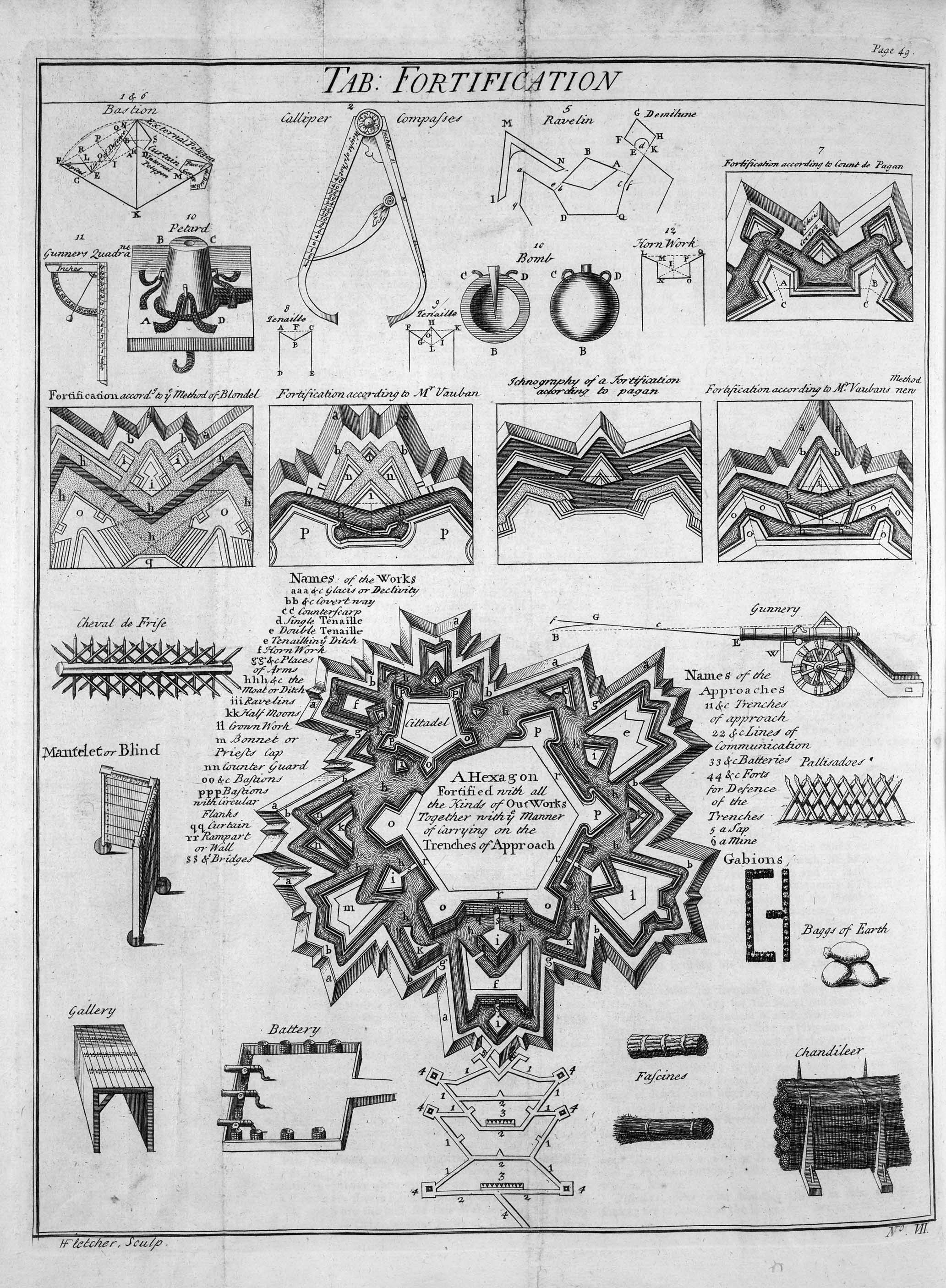
Taula de fortificacions.
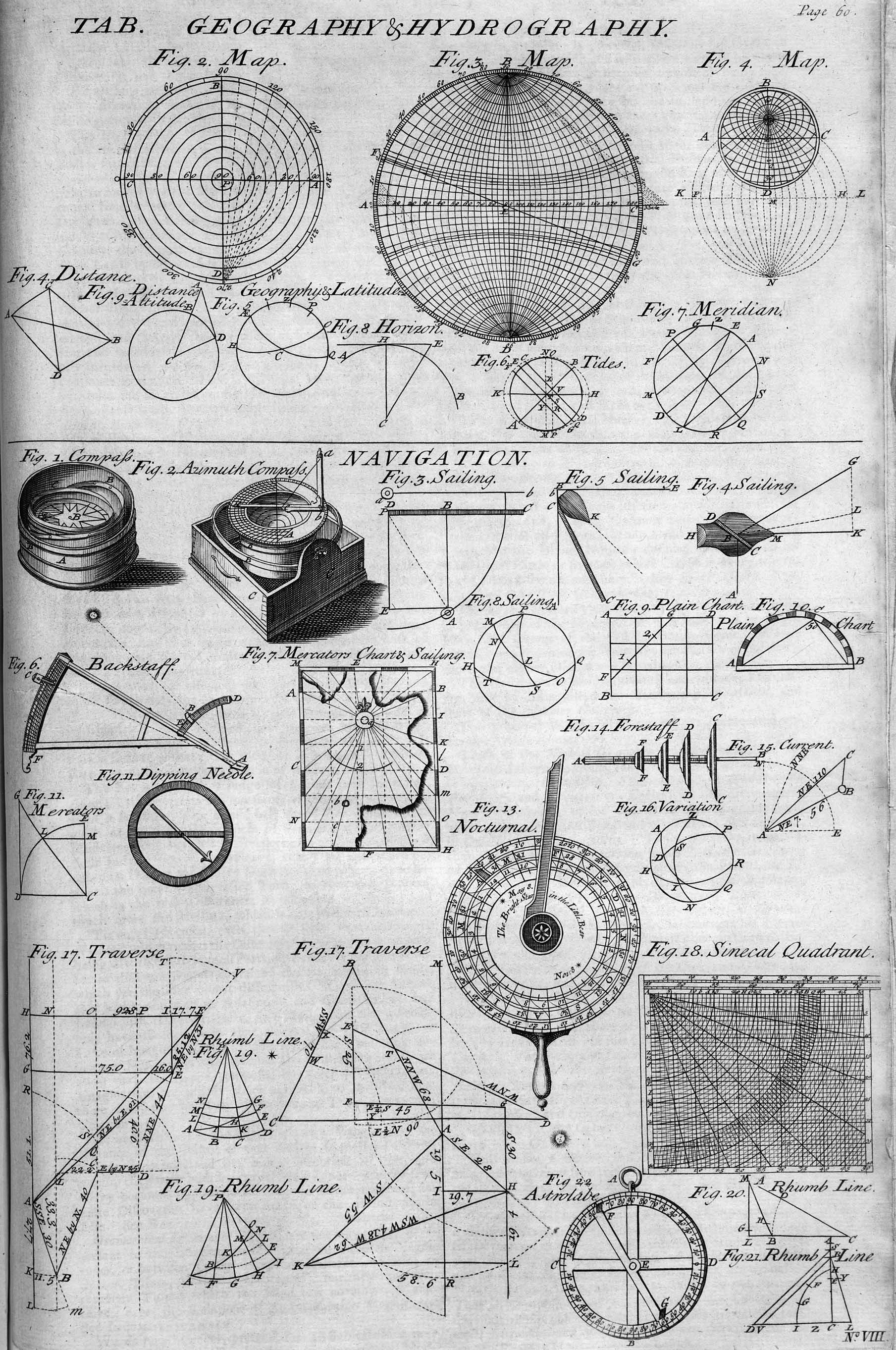
Taula de geografia e hidrografia.
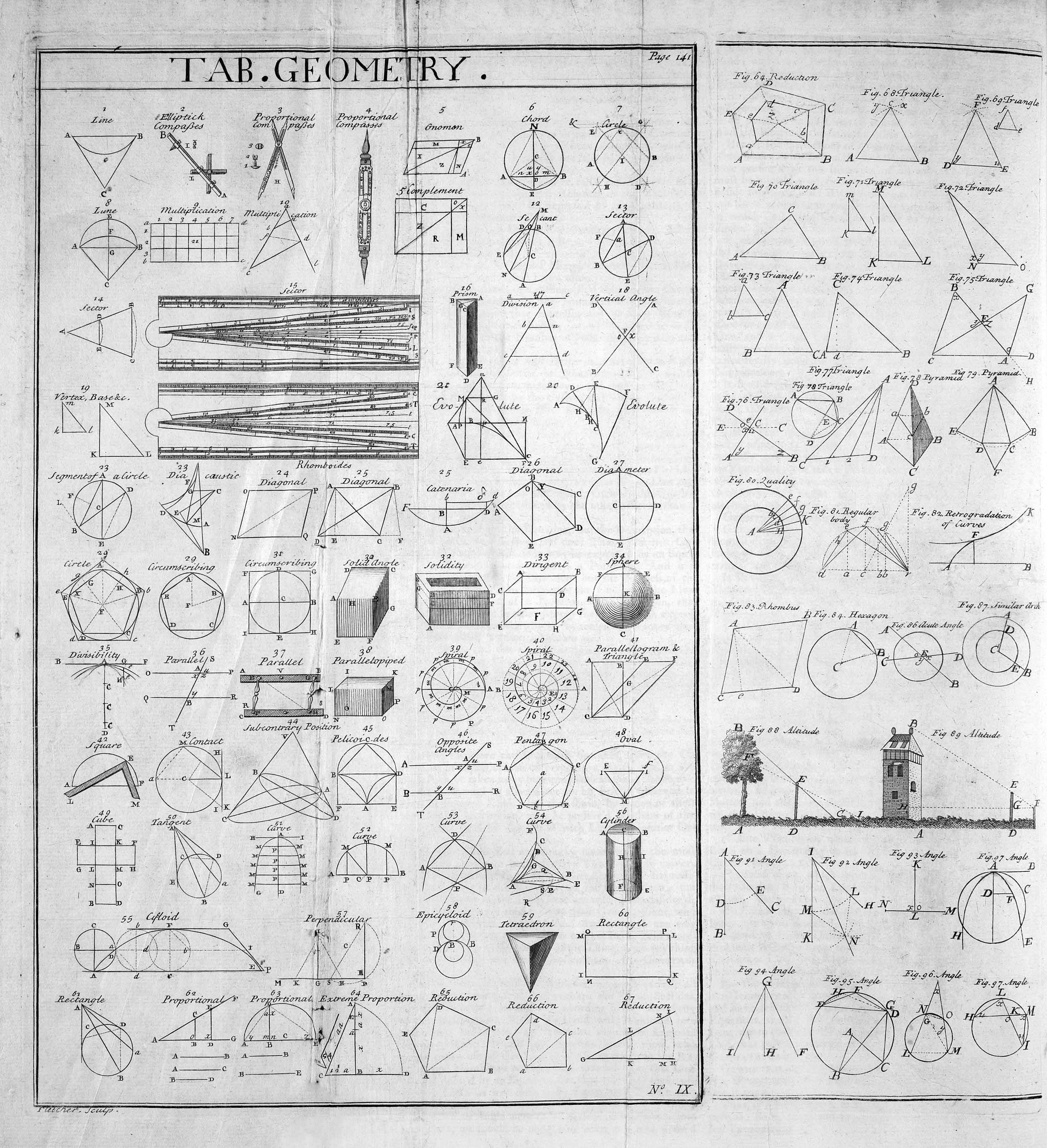
Taula de geometria.
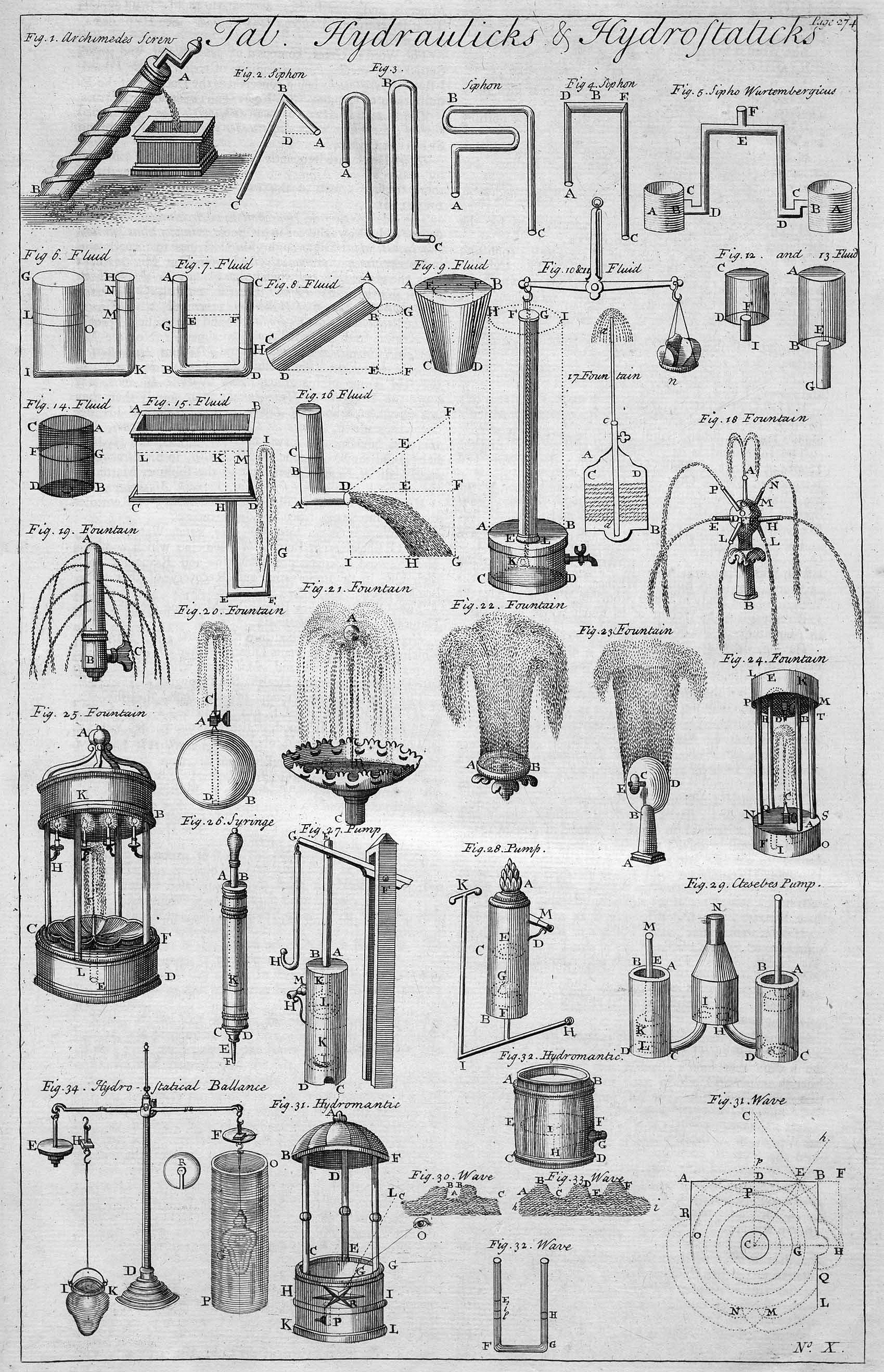
Taula d'hidràulica.

### Volum 2

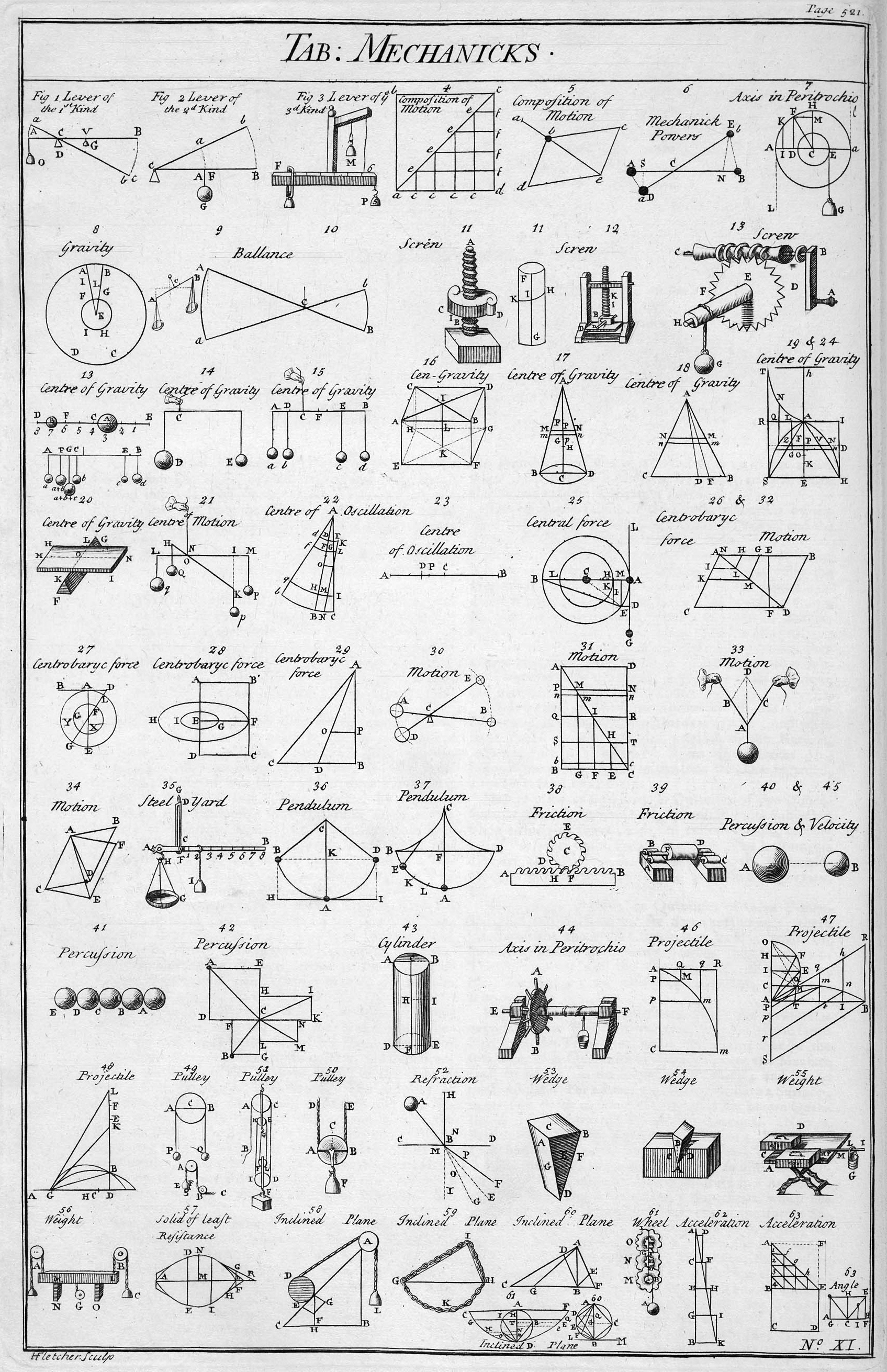
Taula de mecànica.
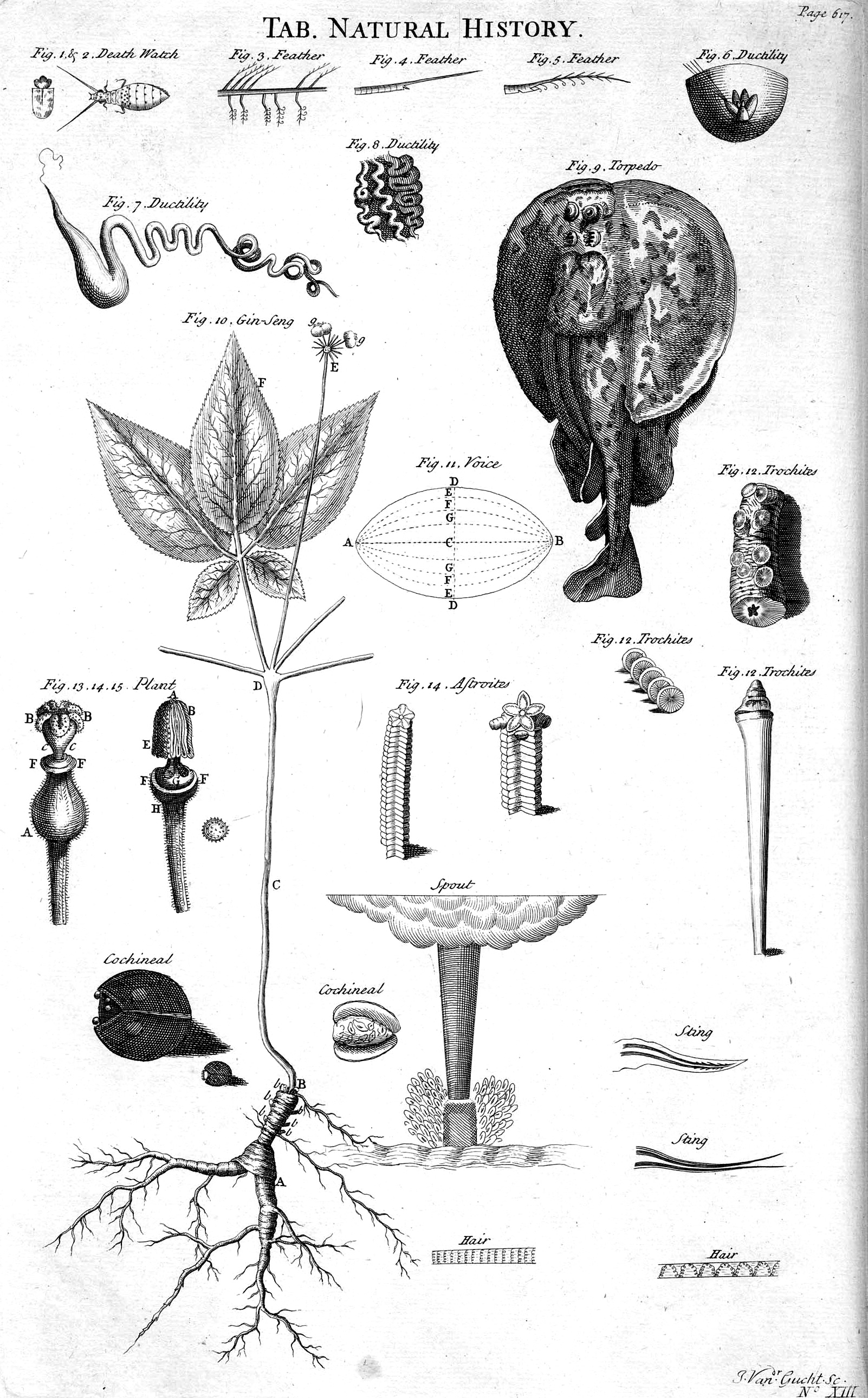
Taula d'Història natural.
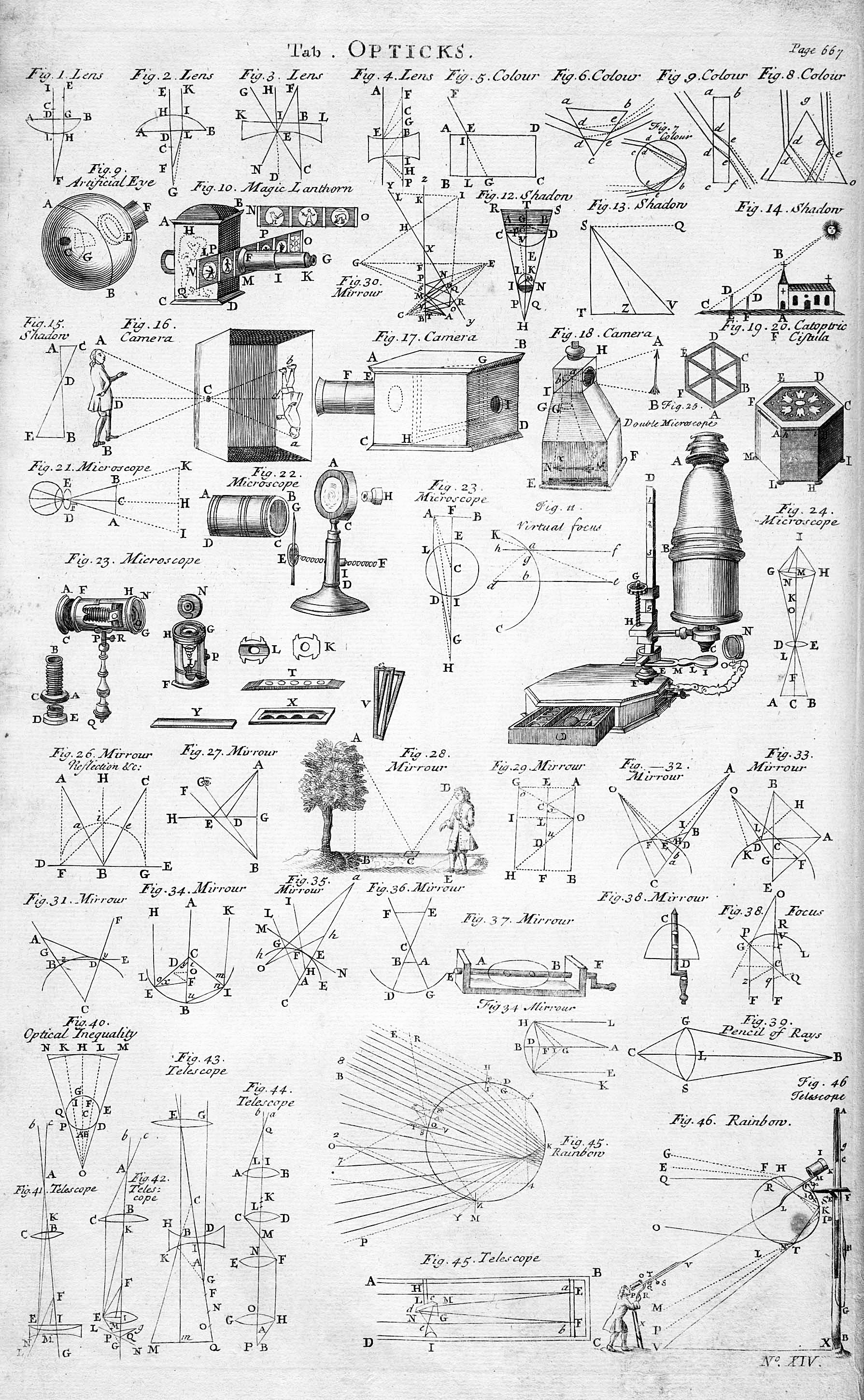
Taula d'Òptica.
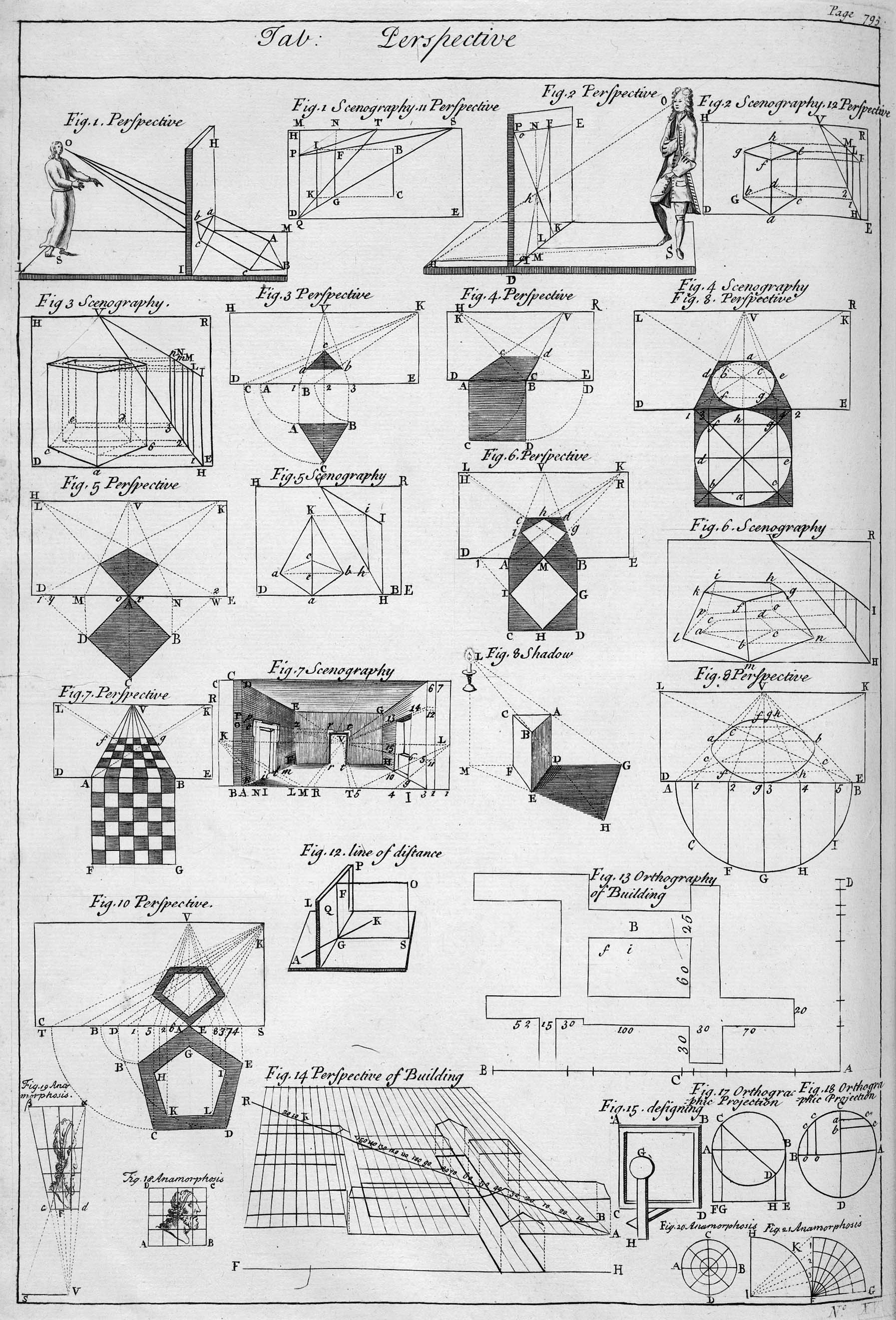
Taula de perspectiva.
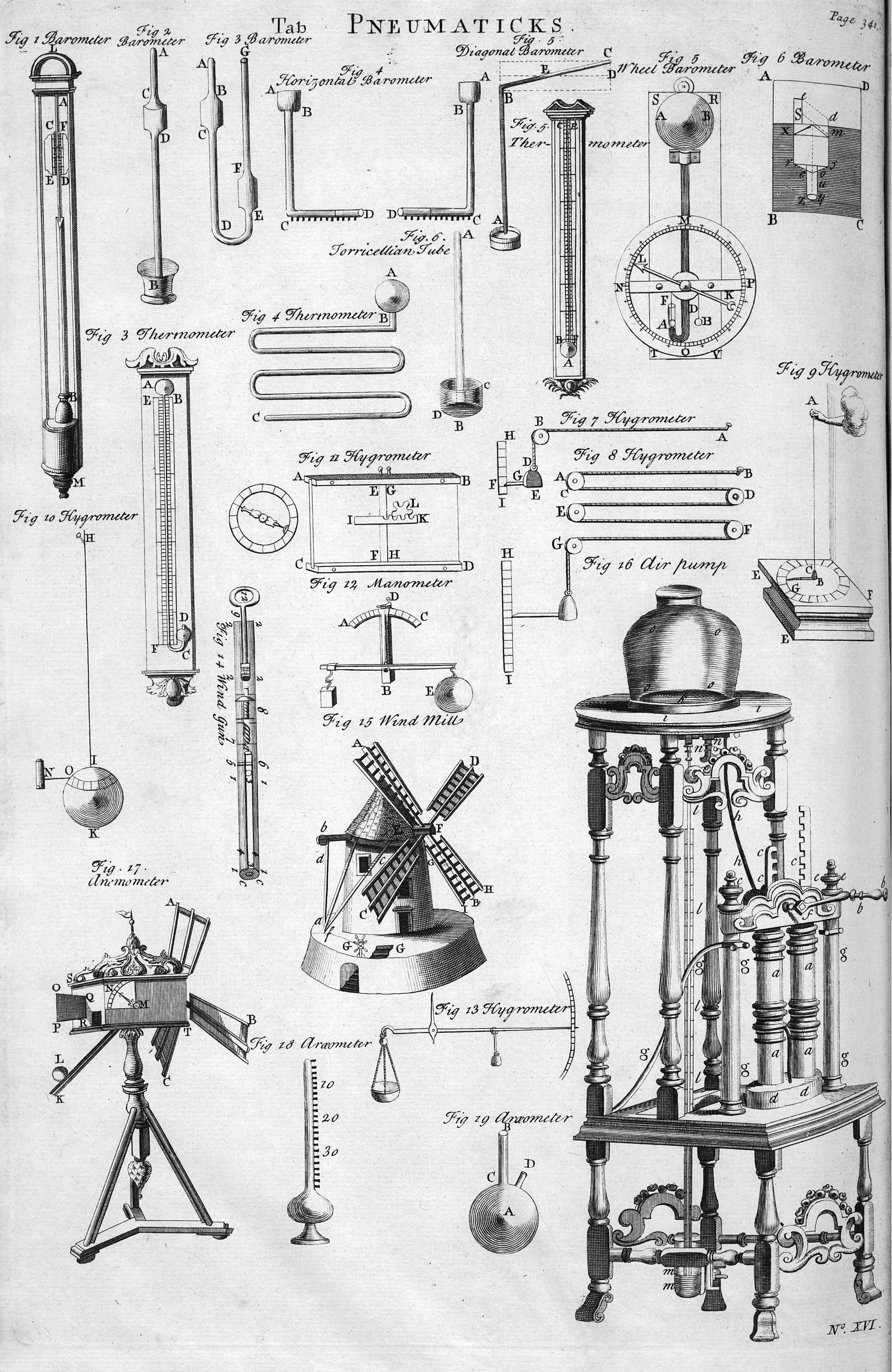
Taula de pneumàtica.
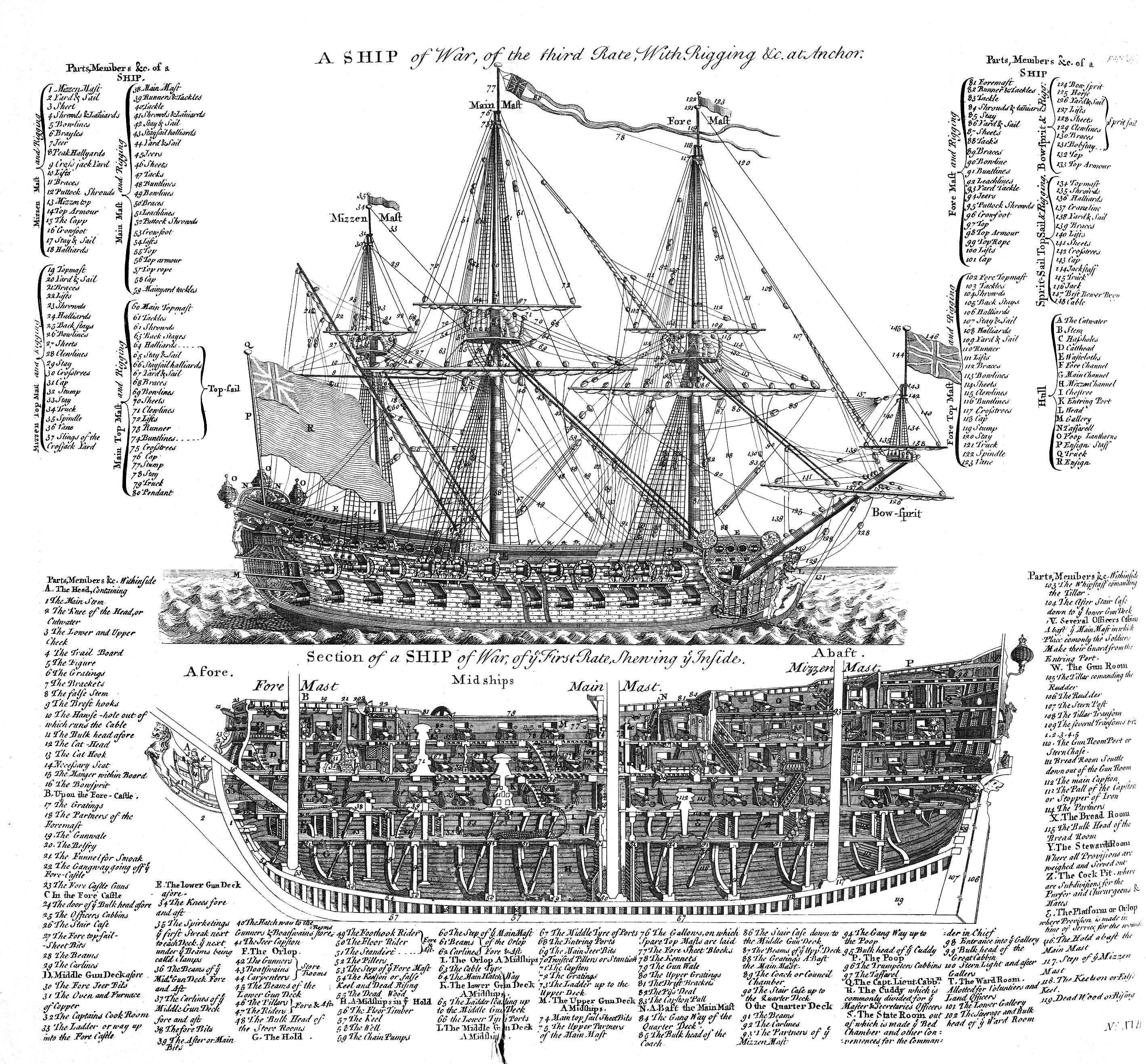
Vaixell de guerra.
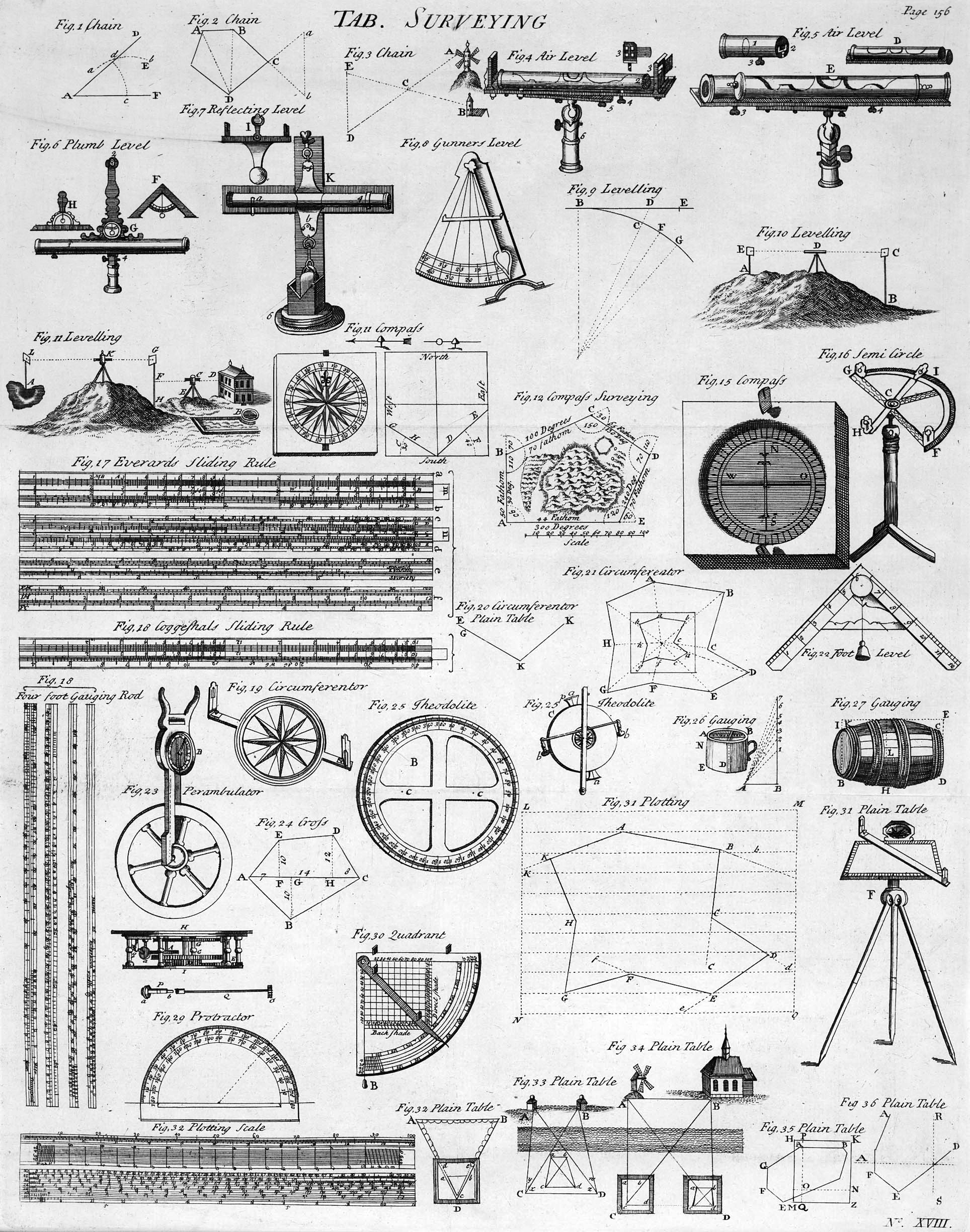
Taula d'agrimensura.
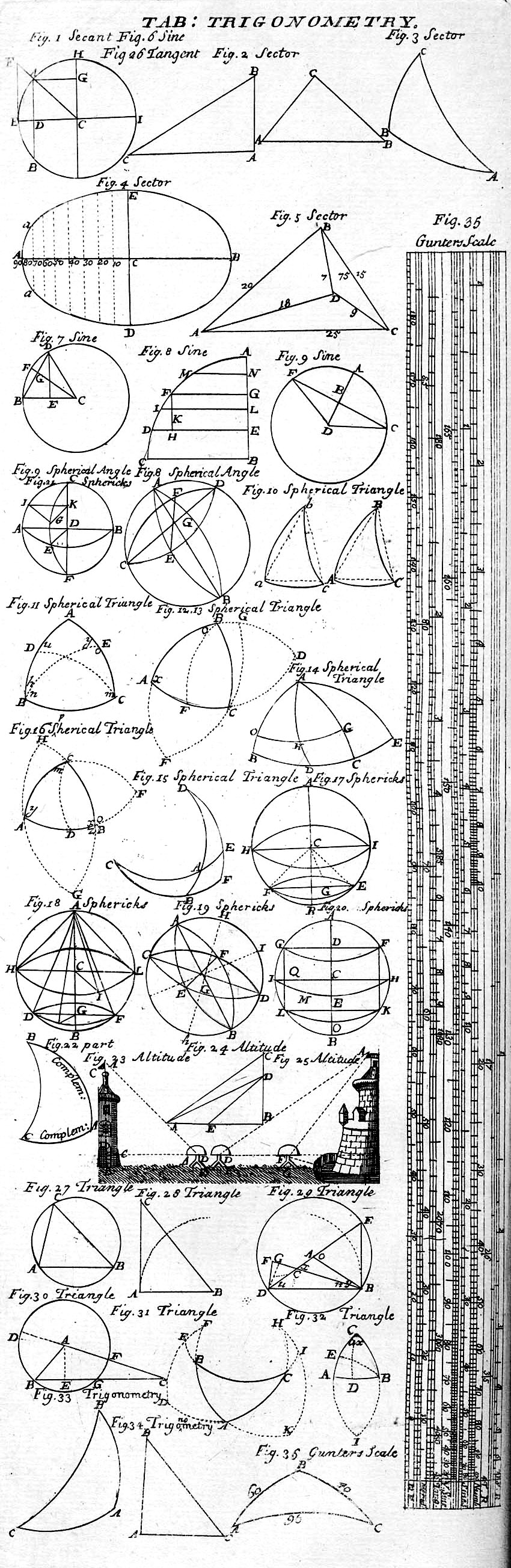
Taula de trigonometria.
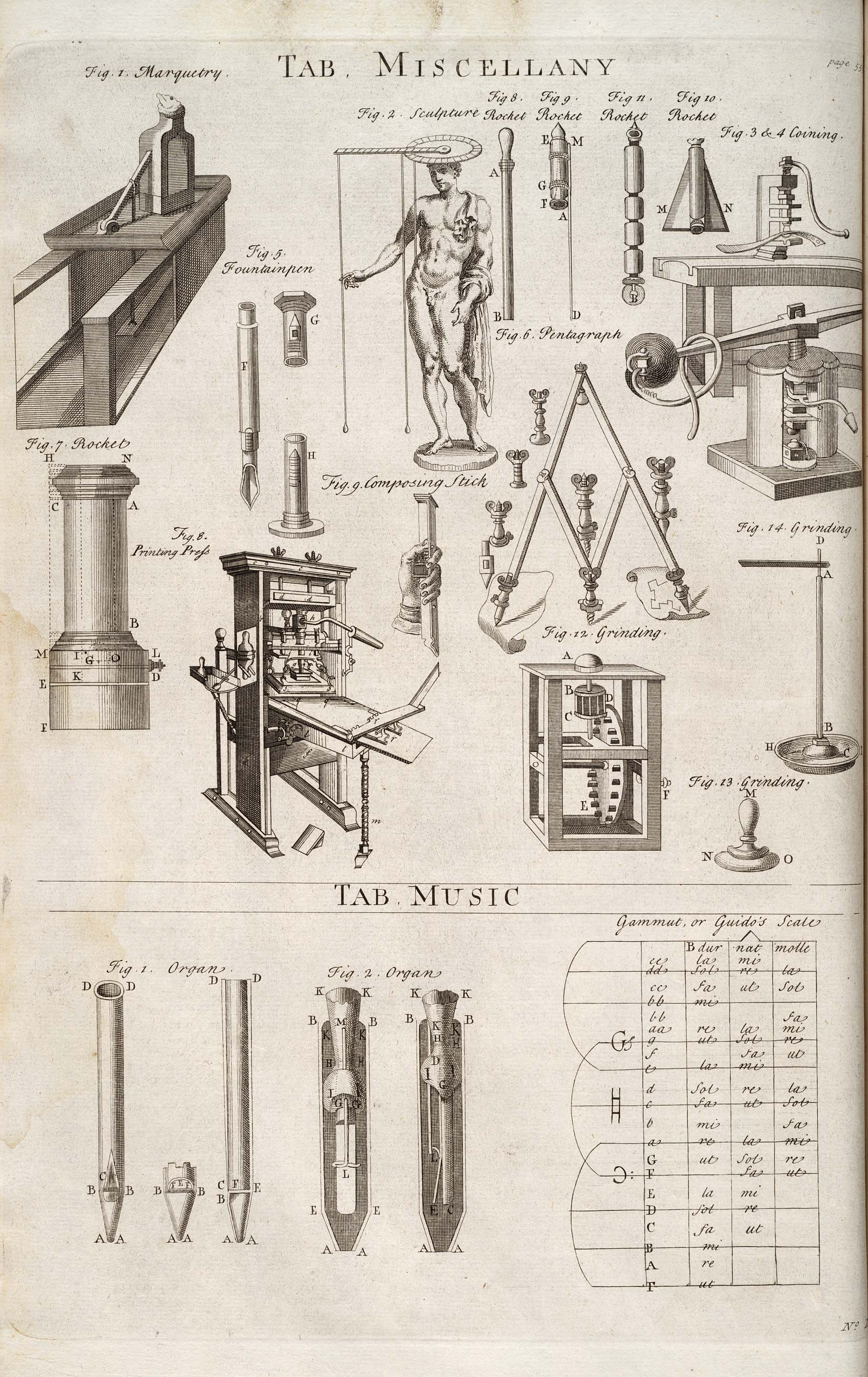
Taula de Miscel·lània.